# Burksiella chrysomeliphila
Burksiella chrysomeliphila är en stekelart som först beskrevs av Lin 1994.  Burksiella chrysomeliphila ingår i släktet Burksiella och familjen hårstrimsteklar. Inga underarter finns listade.